# 배물방개붙이
배물방개붙이는 물방개의 일종이다. 물방개붙이와 비슷하게 생겼지만 암컷 등에 줄이 파여있다. 둠벙이나 연못 등 고여 있는 물에 서식한다. 어른벌레와 애벌레 모두 다른 곤충이나 물고기를 잡아먹는다. 한국(경기 북부), 일본, 시베리아에 분포한다. 분포지가 제한되어 있어 보존해야 할 필요가 있다.

## 생태사진

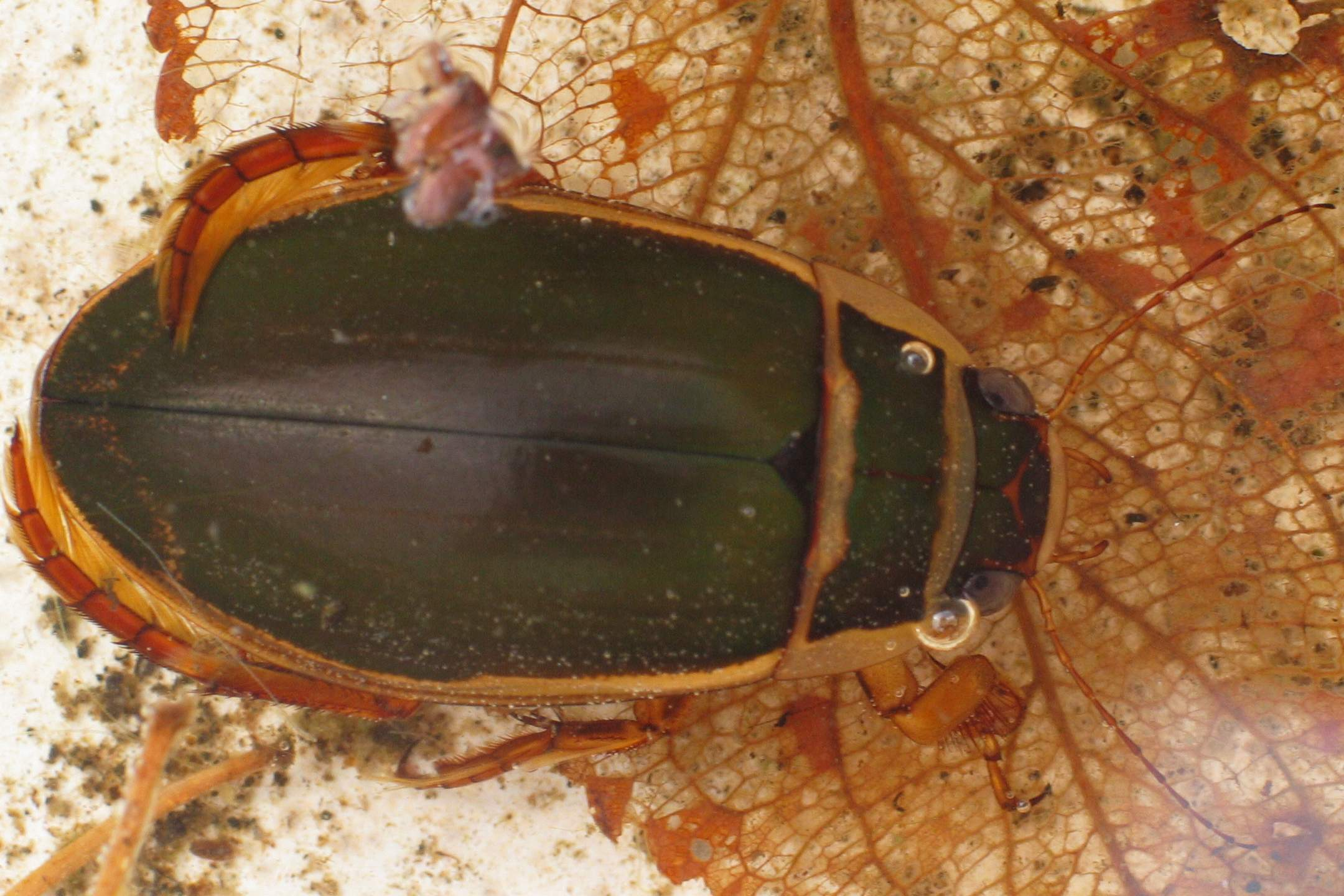
성충
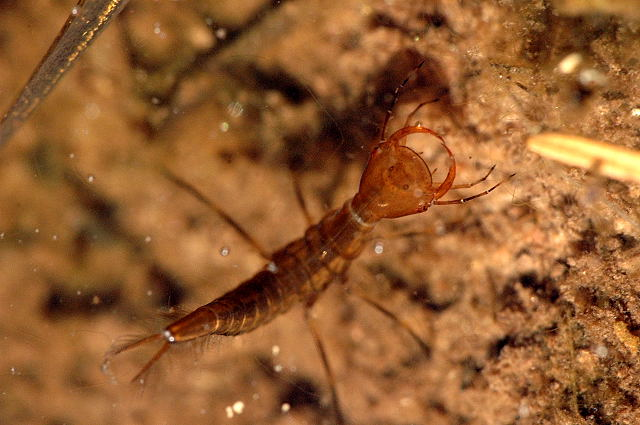
배물방개붙이 1령유충
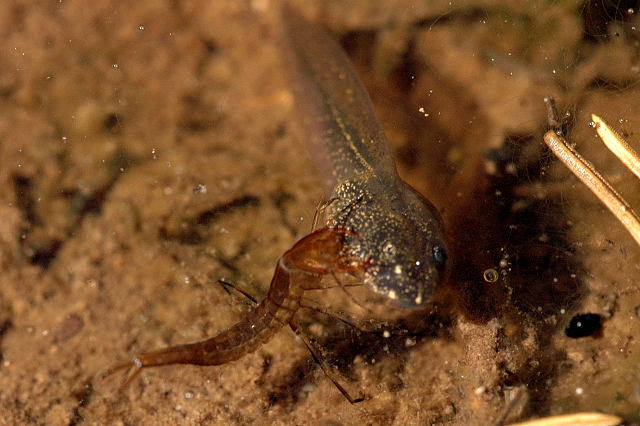
먹이를 사냥한 배물방개붙이 1령유충
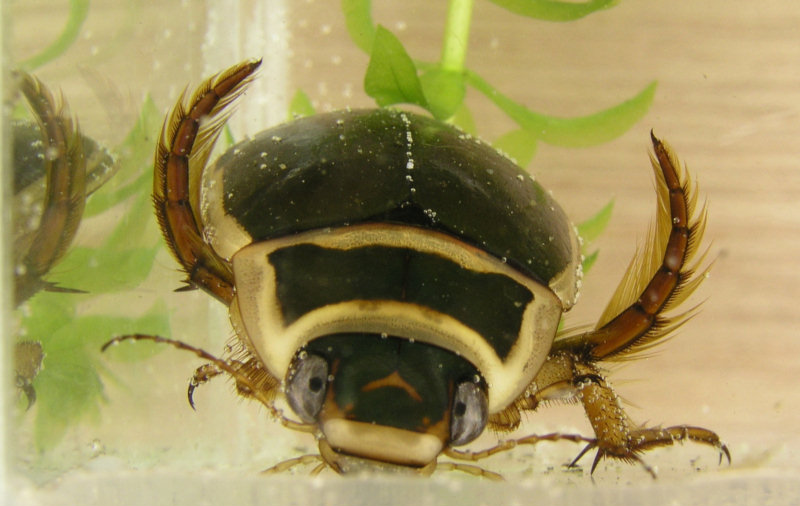
배물방개붙이 수컷